# Тохоку Фри Блэйдс
«Тохоку Фри Блэйдс» — японский профессиональный хоккейный клуб из города Хатинохе. Команда является членом Азиатской хоккейной лиги с момента её основания в 2008 году. В чемпионате Азиатской хоккейной лиги не поднималась выше второго места, занятого в сезоне 2012/2013. В этом же сезоне команда стала чемпионом АХЛ, победив в финале плей-офф команду Одзи Иглз со счётом 3:1. Команда является трёхкратным чемпионом АХЛ.

## Достижения
- Азиатская хоккейная лига:
  - Победители (3) : 2011[1], 2013, 2015.